# Арабизация
Арабиза́ция (араб. تعريب‎) — культурная ассимиляция неарабских народов, которые постепенно изменяют этническое самосознание, перенимают арабскую культуру, употребление иностранных слов на арабский манер, с искажением их произношения или значения, употребление арабского языка во всех областях.
Процесс арабизации начался в VII веке с ранних мусульманских завоеваний. Проходил он как добровольно (переход на арабский язык, межнациональные браки, принятие ислама), так и принудительно (истребление, вынужденное переселение, дискриминация по национальному признаку, уничтожение памятников доарабской культуры). В результате арабизации многие народы, обладавшие собственной богатой историей и древней культурой, приобрели арабское самосознание, например нубийцы, арамеи, ассирийцы, курды, берберы и другие.

## Доисламское расселение арабов на Ближнем Востоке
С конца I тыс. до н. э. и особенно в первые века н. э. арабские племена расселялись в Передней Азии. Результатом этого стало образование таких государств, как Пальмира (Тадмор), Набатея, Лихьян, Гассан и Лахм.
Набатейское царство было основано в III в. до н. э. и населено набатеями, группой арабских племен, которые оказались под влиянием арамейской культуры, еврейской культуры Хасмонейского царства и эллинизма (в III—IV веках). Набатейское письмо в будущем стало основой арабского алфавита.
Гассаниды — арабская царская династия, правившая на территории современной Иордании. Мигрировали с юга Арабского полуострова и приняли христианство в первых веках н. э. Являлись союзниками Византии.
Лахм — государство, основанное группой арабских племён, которые мигрировали с территории современного Йемена во II веке нашей эры. Исповедовали христианство и были союзниками Сасанидской империи.
Создание североарабских государств не способствовало возникновению единого арабского этноса. Несмотря на это, на некоторых территориях (Палестина, Иордания, Южная Сирия, ряд районов Двуречья) к V—VI вв. арабы составляли значительную часть населения. Некоторые из них приняли христианство.

## Арабизация в период Мусульманских завоеваний

### Ближний Восток и Северная Африка
Наиболее активно процесс арабизации стал развиваться во время мусульманских завоеваний Мухаммеда, правления праведных халифов и Омейядского халифата. За сто с небольшим лет были завоёваны обширные территории на Ближнем Востоке, Северной Африке, Испании и Средней Азии. Быстрее всего арабизация происходила на территории Сирии и Палестины. Это связано с тем, что староарамейский язык был по своей структуре и лексически близок арабскому. Также сыграло свою роль доисламское переселение арабских племен на эти территории. Чуть медленнее арабизировалось население территории Двуречья, находившейся в составе Сасанидской империи.
Египет, завоеванный Омейядским Халифатом в VII веке, находился под греческим культурным влиянием. Коптский язык имел алфавит на основе греческой системы письма и был широко распространен на территории Византийского Египта. После завоевания он использовался ещё несколько сотен лет, пока не был окончательно вытеснен арабским языком в XI—XII веках. Сами копты часто подвергались преследованиям и дискриминации со стороны арабских завоевателей. Им нужно было иметь специальные удостоверения личности, часто их клеймили, коптские церкви безнаказанно подвергались разграблению.
Иран и Средняя Азия так и не были арабизованы, хотя после завоевания население стало использовать для записи арабскую письменность. Поселившиеся в этих странах арабы позже ассимилировались с местным населением и восприняли его культуру (см. арабы в Иране, среднеазиатские арабы).
Завоевание Северной Африки в VII веке хотя и было сравнительно быстрым, все же в будущем вызвало недовольство и даже восстание против арабского господства. Впоследствии значительная часть берберов была полностью или частично арабизирована.

### Этапы арабизации
Завоевав новые территории, арабские воины становились там военным лагерем, куда стали съезжаться ремесленники и купцы со всех покоренных областей, которые могли рассчитывать на заработок в этих укреплённых лагерях. Военные стоянки со временем становились быстро растущими поселениями, центрами арабской культуры. Примером таких городов, выросших из военного поселения, могут служить Фустат в Египте, Рамла в Палестине, Куфа и Басра в Ираке, Шираз в Иране. Арабский язык там становился «лингва франка», а прибывавшие в поселения жители завоеванных земель быстро арабизировались.
Первоначально всё делопроизводство на покоренных территориях велось на местном языке. В Сирии и Палестине — на греческом, в Египте — на греческом и коптском, а в Иране и Ираке — на среднеперсидском. В VII веке в Омейядском халифате был проведён ряд реформ, в результате которых декретами Абдул-Малика единым языком корреспонденции и делопроизводства установлен арабский.
После завоевания новых территорий местные жители, принявшие ислам, включались в арабскую общину и освобождались от уплаты хараджа. При Омейядах ситуация изменилась. К новообращённым стали относиться как к мусульманам второго сорта. Они перестали получать содержание из казны, не могли жениться на арабских женщинах, вынуждены были строить себе отдельные мечети, в которые арабы не заходили. Также массовый переход в ислам снизил доходы государства, поэтому мавали опять стали обязаны платить харадж. Ситуация изменилась при Аббасидах. В начале VIII века халиф Умар II принял важнейшее решение для будущего исламского мира. Он окончательно полностью уравнял в правах и в уплате налогов арабов и мавали (естественно в меру их социального положения). Таким образом в государстве постепенно стирались различия между арабским и неарабским населением и формировался единый арабоязычный этнос со сложной синтезированной культурой. В результате к моменту распада единого Аббасидского халифата, к концу IX в., его западная часть была уже практически полностью арабизирована.
Процесс арабизации христианского населения Египта можно увидеть на примере семьи историка Евтихия. Его отец ещё носил византийское имя Патрикий (в арабском произношении — Батрик), однако когда у него родился сын, он назвал его по-арабски Саидом. В 933 г. Саид стал александрийским патриархом. Как патриарх он стал известен под именем Евтихий. Свои сочинения он писал на арабском языке. В дальнейшем его родственники арабизировались окончательно. Из семьи Евтихия вышел другой знаменитый историк и врач Яхья Антиохийский. Несмотря на то, что бо́льшую часть своей жизни Яхья прожил в византийском городе среди православного населения, его родным языком продолжал оставаться арабский, на котором он написал исторический труд, задуманный им как продолжение «Истории» Евтихия.

## Современное состояние

Современное распространение арабского языка

В настоящий момент в странах арабского мира большинство населения является арабами, которые говорят на наречиях одного языка, испытывают определённую культурную и часто этническую общность. В то же время часть арабов ощущают также свою принадлежность к доарабской культуре, например, к финикийской в Ливане, к древнеегипетской в Египте. Это родство подтверждают генетические исследования.
Несмотря на ущемление прав неарабского населения в некоторых странах и попытки запрета местных языков, арабизация не везде завершилась полностью. В странах Северной Африки наравне с арабским используются берберские языки. В Сирии и Ираке существуют арамейские и курдские языки. В Йемене и Омане — южноаравийские языки (мехри, сокотри и др.), сильно отличающиеся от арабского. Однако неарабское население в этих странах в настоящее время часто переходит на арабский язык.

### Алжир
После обретения независимости Алжиром в стране началась кампания по насильственной арабизации и исламизации. Преподавание в школах проводилось только на арабском языке. На радио было запрещено употреблять неарабские слова. В первую очередь это было связано с попытками окончательно стереть все следы французского колониального прошлого в стране, но это также приводило к ущемлению прав берберского населения и утрате им национального самосознания. Берберам стали давать только арабские имена.

### Ирак
Насильственная арабизация и уничтожение курдов происходило в Ираке. Началом этой кампании можно считать 1930 год, когда арабские племена переселялись в Киркук и другие населённые пункты провинции с целью выселения курдов с их земель. В 1963 году с приходом к власти партии «Баас» политика дискриминации курдов была продолжена. Они были лишены основополагающих прав человека — права собственности на землю, жилье, насильно выселялись из собственных домов и вынуждены были продавать свои дома арабам по символическим ценам.

### Сирия
В Сирии местное отделение партии «Баас» также проводило дискриминационную политику в отношении курдского населения. В 1973 году в провинции Хасака была изъята плодородная земля у курдских землевладельцев и передана арабским семьям, переселившимся из других провинций. Происходило выселение курдов из мест их традиционного проживания и переселение их в другие районы. В той же провинции Хасака в 1986 году было запрещено использование курдского языка на рабочем месте.

## Примечание
1. ↑  the-kurds---a-contemporary-overview.pdf - Yandex.Documents. docs.yandex.ru. Дата обращения: 31 мая 2023. Архивировано 31 мая 2023 года.
2. ↑  Кирей, 1996, с. 80.
3. ↑  Фильштинский, 2005, с. 103.
4. 1 2  Белявский А., Лазаревич Л., Монгайт А., Лурье И., Полтавский М., 1956.
5. ↑  Арабский халифат.
6. 1 2  Фильштинский, 2005, с. 192.
7. ↑  Беляев, 1966, с. 193.
8. ↑  История Халифата.
9. ↑  Фильштинский, 2005, с. 119.
10. ↑  Восточная арабизация.
11. ↑  A geneticist with a unifying message.
12. ↑  Кирей, 1996, с. 139.
13. ↑  Кирей, 1996, с. 354.
14. ↑  Арабизация Алжира и борьба кабилов за свои права.
15. ↑  Курдские партии призывают прекратить политику арабизации.
16. ↑  Persecution and discrimination against kurdish citizens in Syria.